# وانگ لیهوم
وانگ لیهوم (انگلیسی: Wang Leehom؛ زادهٔ ۱۷ مهٔ ۱۹۷۶) یک خواننده، هنرپیشه، خواننده-ترانه‌سرا، کارگردان، آهنگ‌ساز، و تهیه‌کننده اهل ایالات متحده آمریکا است.
از فیلم‌ها یا برنامه‌های تلویزیونی که وی در آن نقش داشته است می‌توان به کلاه‌سیاه اشاره کرد.